# 부창조
부창조(1979년 ~ )는 대한민국의 디자이너이다. 2000년부터 일러스트레이터로 활동하였으며, 2007년 스티키몬스터랩을 설립하였다.

## 작품활동
- 2003년 : Instantboy Cartoon Series
- 2003년 : Sun
- 2007년 : People in Seoul
- 2008년 : Breath,